# Amy Harmon
Amy Harmon, née le 30 septembre 1988 à Shakopee au Minnesota, est une écrivaine américaine. Depuis 2012, elle a publié une vingtaine de romans qui relèvent de la romance contemporaine, historique ou de fantasy, pour adultes ou jeunes adultes. Nos faces cachées (Making faces, 2013) est son premier succès. Ce que murmure le vent (What the wind knows, 2019) s’est vendu à plus d’un million d’exemplaires et a été traduit en vingt langues.

## Œuvres

### SérieLa Loi du cœur
1. La Loi du cœur, Robert Laffont, 2016 ((en) The Law of Moses, 2014  (ISBN 978-1-50283082-1)), trad. Frédérique Le Boucher, 427 p.  (ISBN 978-2-221-19321-1)
2. Le Chant du cœur, Robert Laffont, 2017 ((en) The Song of David, CreateSpace, 2015  (ISBN 978-1-51418501-8)), trad. Frédérique Le Boucher, 388 p.  (ISBN 978-2-221-19631-1)

### SérieThe Bird and the Sword Chronicles
1. (en) The Bird and The Sword, CreateSpace, 2016
2. (en) The Queen and The Cure, CreateSpace, 2017

### SérieLes Chroniques de Saylok
1. La Première Née, Charleston, 2024 ((en) The First Girl child, 47North, 2019  (ISBN 978-1-54200796-2)), trad. Fabien Le Roy, 521 p.  (ISBN 978-2-38529-209-6)
2. Le Second Fils, Charleston, 2025 ((en) The Second Blind Son, 47North, 2021  (ISBN 978-1-54202972-8)), trad. Fabien Le Roy, 592 p.  (ISBN 978-2-38529-298-0)

### Romans indépendants
- (en) Slow Dance in Purgatory, CreateSpace, 2012
- (en) Prom Night in Purgatory, CreateSpace, 2012
- (en) Running Barefoot, CreateSpace, 2012
- (en) A Different Blue, CreateSpace, 2013
- Nos faces cachées, Robert Laffont, 2015 ((en) Making Faces, CreateSpace, 2013  (ISBN 978-1-49297642-4)), trad. Fabienne Vidallet, 436 p.  (ISBN 978-2-221-15614-8)[3]
- L'infini + un, Robert Laffont, 2015 ((en) Infinity + One, 2014  (ISBN 978-1-49953539-6)), trad. Fabienne Vidallet, 424 p.  (ISBN 978-2-221-15615-5)
- Un tourbillon de sable et de cendre, Charleston, 2022 ((en) From Sand and Ash, Lake Union Publishing, 2016  (ISBN 978-1-50393932-5)), trad. Laurent Bury, 475 p.  (ISBN 978-2-36812-806-0)[4]
- (en) The Smallest Part, Barefoot Backstory, 2018
- Ce que murmure le vent, Charleston, 2021 ((en) What the Wind Knows, Lake Union publishing, 2019  (ISBN 978-1-50390459-0)), trad. Laurent Bury, 386 p.  (ISBN 978-2-36812-622-6)
- (en) Where the Lost Wander, Lake Union publishing, 2020
- (en) The Songbook of Benny Lament, Lake Union publishing, 2021
- (en) The Unknown Beloved, Lake Union publishing, 2022
- La Fille qui prenait les armes, Charleston, 2023 ((en) A Girl called Samson, Lake Union publishing, 2023  (ISBN 978-1-54203383-1)), trad. Laurent Bury, 512 p.  (ISBN 978-2-38529-046-7)